# Melanie Díaz
Melanie Díaz González (7 maggio 1996) è una tennistavolista portoricana.
Ha partecipato ai Giochi di Tokyo 2020, gareggiando nell'individuale.
Ha vinto diverse medaglie ai Giochi Panamericani, dove ha gareggiato assieme alla sorella Adriana.